# Kalmar FF 2008
Kalmar FF deltog under säsongen 2008 i Svenska Supercupen, Allsvenskan, Svenska cupen och Uefacupen.

## Intern skytteliga 2008
Avser allsvenskan (enligt den 30 september 2008, efter omgång 24):
- Patrik Ingelsten 15
- Viktor Elm 10
- César Santín 9 (varav 4 på straff)
- David Elm 7
- Abiola Dauda 4
- Rasmus Elm 4
- Daniel Sobralense 3
- Marcus Lindberg 1
- Patrik Rosengren 1
- Henrik Rydström 1

Målstatistik:
- Mål totalt: 57
- Spelmål:
- Straffmål: 4

## Spelartruppen 2008
| Nr | Land      | Pos | Namn                     |
| -- | --------- | --- | ------------------------ |
| 1  | Sverige   | MV  | Petter Wastå             |
| 2  | Frankrike | F   | Arthur Sorin             |
| 3  | Sverige   | F   | Joachim Lantz            |
| 4  | Sverige   | F   | Marcus Lindberg          |
| 5  | Sverige   | F   | Tobias Carlsson          |
| 6  | Sverige   | F   | Mikael Eklund            |
| 7  | Sverige   | MF  | Jimmie Augustsson        |
| 8  | Sverige   | MF  | Henrik Rydström (kapten) |
| 9  | Sverige   | F   | Stefan Larsson           |
| 10 | Sverige   | MF  | Patrik Ingelsten         |
| 11 | Nigeria   | A   | Abiola Dauda             |
| 12 | Brasilien | MF  | Daniel Sobralense        |
| 13 | Sverige   | A   | David Elm                |
| 14 | Sverige   | F   | Patrik Rosengren         |

| Nr | Land      | Pos | Namn               |
| -- | --------- | --- | ------------------ |
| 16 | Sverige   | MF  | Petter Lennartsson |
| 17 | Sverige   | MF  | Viktor Elm         |
| 18 | Sverige   | MF  | Rasmus Elm         |
| 20 | Sverige   | MF  | Erik Israelsson    |
| 21 | Sverige   | MF  | Lasse Johansson    |
| 24 | Sverige   | MF  | Robin Östlind      |
| 26 | Sverige   | F   | Emin Nouri         |
| 28 | Brasilien | A   | Marcel Sacramento  |
| 32 | Sverige   | MF  | Hampus Bohman      |
| 30 | Sverige   | F   | Ludvig Öhman       |
| 32 | Sverige   | MV  | Zlatan Azinovic    |
| 33 | Kosovo    | MV  | Etrit Berisha      |

## Övergångar

### In
|  | Sverige   | MF | Jimmie Augustsson (från Trelleborgs FF)      |
|  | Nigeria   | A  | Abiola Dauda (från Sölvesborgs GoIF)         |
|  | Sverige   | F  | Marcus Lindberg (från Mjällby AIF)           |
|  | Brasilien | MF | Daniel Lopes Silva (från Fortaleza)          |
|  | Brasilien | A  | Marcel Sacramento (från Ceará Sporting Club) |
|  | Sverige   | F  | Emin Nouri (från Östers IF)                  |

Kent Bohman, Ny assisterande tränare, kommer närmast från Myresjö IF

Hampus Bohman, Aneby SK (Spetsgruppen)

Mattias Johansson, Hallby (Spetsgruppen till sommaren)

Etrit Berisha, 2 Krriku (Spetsgruppen)

Robin Östlind, uppflyttad från Kalmar FF Tipselit (Spetsgruppen)

### Ut
Givaldo Oliveira, (?)

Thiago Oliveira, (?)

Albert Bunjaki, assisterande tränare, Förbundskapten för Kosovo 

Daniel Pettersson, Östers IF 

Carl Sahlén, Karlskrona AIF

Jonas Fried (Tar en paus från fotbollen p.g.a. skada)

Henrik Nilsson, Motala AIF 

Fredrik Petersson, Östers IF

Johan Krüger, lagledare för b-laget, slutar

Ricardo Santos (Utlånad till Åtvidabergs FF)

Milan Barjaktarevic (Utlånad till IK Sirius)

Cesar Santin, FC Köpenhamn

### Ut efter säsongen 2008
Arthur Sorin, AGF

Viktor Elm, SC Heerenveen 

Patrik Rosengren, Mjällby AIF

## Klubben

### Tränarstab
Enligt 26 juli 2008 
- Huvudtränare:  Nanne Bergstrand
- Assisterande tränare:  Kent Bohman
- Målvaktstränare:  Hans Gustavsson
- Fystränare:

### Spelartröjor
- Tillverkare:
- Huvudsponsor:
- Hemmatröja:
- Bortatröja:
- Spelarnamn:
- Övrigt:

### Övrig information
- Ordförande:  Johnny Petersson
- Sportchef:
- Arena: Fredriksskans IP (kapacitet: 9 689, planmått: 105 x 65 meter, underlag: gräs)

## Matcher 2008
Källor:
- Kalmar FF:s egen databas

### Allsvenskan
Resultat för Kalmar FF den allsvenska säsongen 2008. Aktuell tabell finns hos Svenska Fotbollförbundet.
OBS: resultat är i Kalmar FF-favör
| Datum             | Arena            | Motstånd        | Resultat | Tävling     | TV        | KFF-målskyttar                                    | Publiksiffra |
| ----------------- | ---------------- | --------------- | -------- | ----------- | --------- | ------------------------------------------------- | ------------ |
| 30 mars 2008      | Råsunda          | AIK             | 0–0      | Allsvenskan | PPV       | (ingen)                                           | 26 516       |
| 7 april 2008      | Fredriksskans IP | Ljungskile      | 3–1      | Allsvenskan | PPV       | V. Elm, R. Elm, C. Santin                         | 4 553        |
| 10 april 2008     | Behrn Arena      | Örebro SK       | 1–0      | Allsvenskan | Canal +   | P. Ingelsten                                      | 7 612        |
| 14 april 2008     | Fredriksskans IP | GAIS            | 4–0      | Allsvenskan | PPV       | V. Elm, P. Ingelsten (3)                          | 4 423        |
| 17 april 2008     | Norrporten Arena | GIF Sundsvall   | 2–0      | Allsvenskan | PPV       | V. Elm, M. Lindberg                               | 4 722        |
| 20 april 2008     | Fredriksskans IP | Hammarby IF     | 1–0      | Allsvenskan | PPV       | P. Ingelsten                                      | 6 654        |
| 23 april 2008     | Fredriksskans IP | Helsingborgs IF | 4–2      | Allsvenskan | PPV       | V. Elm (2), P. Ingelsten, D. Elm                  | 6 081        |
| 26 april 2008     | Borås Arena      | IF Elfsborg     | 0–1      | Allsvenskan | TV4       | (ingen)                                           | 8 313        |
| 4 maj 2008        | Fredriksskans IP | Trelleborgs FF  | 1–0      | Allsvenskan | PPV       | C. Santin                                         | 4 617        |
| 7 maj 2008        | Nya Ullevi       | IFK Göteborg    | 2–3      | Allsvenskan | PPV       | P. Ingelsten, C. Santin                           | 12 473       |
| 10 maj 2008       | Fredriksskans IP | Djurgårdens IF  | 5–1      | Allsvenskan | TV4       | C. Santin, P. Ingelsten, V. Elm, D. Elm, A. Dauda | 7 668        |
| 2 juli 2008       | Strömvallen      | Gefle           | 5–1      | Allsvenskan | PPV       | C. Santin (2), D. Elm (2), P. Ingelsten           | 5 019        |
| 5 juli 2008       | Fredriksskans IP | Halmstads BK    | 1–1      | Allsvenskan | TV4       | D. Elm                                            | 5 078        |
| 13 juli 2008      | Idrottsparken    | IFK Norrköping  | 3–1      | Allsvenskan | PPV       | C. Santin (2), V. Elm                             | 6 541        |
| 21 juli 2008      | Fredriksskans IP | Malmö FF        | 3–2      | Allsvenskan | PPV       | C. Santin, P. Ingelsten (2)                       | 9 689        |
| 27 juli 2008      | Malmö Stadion    | Malmö FF        | 2–3      | Allsvenskan | PPV       | D. Elm, P. Rosengren                              | 13 130       |
| 4 augusti 2008    | Fredriksskans IP | AIK             | 3–2      | Allsvenskan | Canal +   | D. Elm, P. Ingelsten, R. Elm                      | 9 688        |
| 10 augusti 2008   | Starke Arvid     | Ljungskile      | 4–2      | Allsvenskan | PPV       | P. Ingelsten (2), D. Sobralense, R. Elm           | 2 085        |
| 17 augusti 2008   | Fredriksskans IP | Örebro SK       | 2–2      | Allsvenskan | PPV       | A. Dauda, D. Sobralense                           | 3 730        |
| 24 augusti 2008   | Nya Ullevi       | GAIS            | 4–1      | Allsvenskan | PPV       | H. Rydström, L. Johansson, P. Ingelsten, A. Dauda | 3 299        |
| 31 augusti 2008   | Fredriksskans IP | GIF Sundsvall   | 3–0      | Allsvenskan | TV4 Sport | R. Elm, V. Elm, A. Dauda                          | 4 383        |
| 14 september 2008 | Söderstadion     | Hammarby IF     | 2–1      | Allsvenskan | Canal +   | D. Sobralense, S. Larsson                         | 9 871        |
| 24 september 2008 | Olympia          | Helsingborgs IF | 0–1      | Allsvenskan | PPV       | (ingen)                                           | 13 014       |
| 28 september 2008 | Fredriksskans IP | IF Elfsborg     | 2–1      | Allsvenskan | Canal +   | V. Elm (2)                                        | 8 608        |
| 5 oktober 2008    | Vångavallen      | Trelleborgs FF  | 1–2      | Allsvenskan | TV4 Sport | A. Dauda                                          | 2 045        |
| 18 oktober 2008   | Fredriksskans IP | IFK Göteborg    | 0–1      | Allsvenskan | TV4       | (ingen)                                           | 6 436        |
| 26 oktober 2008   | Stadion          | Djurgårdens IF  | 1–0      | Allsvenskan | TV4       | Ingelsten                                         | 7 823        |
| 29 oktober 2008   | Fredriksskans IP | Gefle           | 3–1      | Allsvenskan | ?         | V. Elm, Ingelsten (2)                             | 5 891        |
| 2 november 2008   | Fredriksskans IP | IFK Norrköping  | 6–0      | Allsvenskan | Canal +   | R. Elm, V. Elm (4), Sobralense                    | 7 128        |
| 9 november 2008   | Örjans Vall      | Halmstads BK    |          | Allsvenskan | Canal +   |                                                   |              |

### Svenska cupen 2008
| Datum             | Arena            | Motstånd       | Resultat                                   | Tävling       | TV        | KFF-målskyttar                                                         | Publiksiffra |
| ----------------- | ---------------- | -------------- | ------------------------------------------ | ------------- | --------- | ---------------------------------------------------------------------- | ------------ |
| 1 maj 2008        | Jämtkraft Arena  | IFK Östersund  | 7-0                                        | Svenska cupen | Nej       | M. Sacramento (2), M. Lindberg, L. Johansson, J. Augustsson + 2 övriga | 2 271        |
| 18 maj 2008       | Strömvallen(?)   | Brommapojkarna | 2-0                                        | Svenska cupen | TV4 Sport | C. Santin, V. Elm                                                      | 100          |
| 28 juni 2008      | Fredriksskans IP | Degerfors IF   | 6-1                                        | Svenska cupen | TV4       | P. Ingelsten (2), R. Elm, A. Dauda, V. Elm, D. Sobralense              | 1 156        |
| 7 augusti 2008    | Borås Arena      | IF Elfsborg    | 4-2                                        | Svenska cupen | TV4 Sport | P. Ingelsten (2), V. Elm, R. Elm                                       | 2 610        |
| 21 augusti 2008   | Söderstadion     | Hammarby IF    | 1-0*                                       | Svenska cupen | TV4 Sport | A. Dauda                                                               | 4 538        |
| 21 september 2008 | Fredriksskans IP | IFK Göteborg   | 0-0 efter förlängning, 4-5 efter straffar. | Svenska cupen | TV4       |                                                                        | 7 158        |

- Matchen Hammarby-Kalmar FF avgjordes med förlängning efter 0-0 vid ordinarie tid.

### Uefacupen 2008
Säsongen 2008/09 för Uefacupen gäller två kvalomgångar. Därefter startar huvudturneringen. Efter första omgången gäller gruppspel där de bäst placerade lag tar sig vidare. Kalmar FF utslaget i första omgången efter 2-2 totalt mot Feyenoord som vann med fler gjorda bortamål.
| Datum             | Arena             | Motstånd  | Resultat | Tävling                     | TV        | KFF-målskyttar                                                              | Publiksiffra |
| ----------------- | ----------------- | --------- | -------- | --------------------------- | --------- | --------------------------------------------------------------------------- | ------------ |
| 17 juli 2008      | Josy Barthel      | Racing FC | 3-0      | Uefacupen kvalomgång 1, 1:2 | Nej       | A. Dauda (2), R. Elm                                                        | 486          |
| 31 juli 2008      | Fredriksskans IP  | Racing FC | 7-1      | Uefacupen kvalomgång 1, 2:2 | TV4 Sport | R. Elm, M. Lindberg, E. Israelsson, A. Dauda, S. Larsson, D. Sobralense (2) | 2 034        |
| 14 augusti 2008   | Jules Ottenstad   | AA Gent   | 1-2      | Uefacupen kvalomgång 2, 1:2 | TV4 Sport | P. Ingelsten                                                                | 6 597        |
| 28 augusti 2008   | Fredriksskans IP  | AA Gent   | 4-0      | Uefacupen kvalomgång 2, 2:2 | TV4 Sport | P. Ingelsten (3), Självmål*                                                 | 2 614        |
| 18 september 2008 | Feijenoordstadion | Feyenoord | 1-0      | Uefacupen Omgång 1, 1:2     | TV4 Sport | V. Elm                                                                      | ?            |
| 2 oktober 2008    | Borås Arena       | Feyenoord | 1-2      | Uefacupen Omgång 1, 2:2     | TV4 Sport | L. Johansson                                                                | 4 486        |

* AA Gents självmål var en nickskarv efter en hörnspark.

### Träningsmatcher 2008
| Datum            | Arena            | Motstånd           | Resultat | Tävling       | TV      | KFF-målskyttar                                                             | Publiksiffra |
| ---------------- | ---------------- | ------------------ | -------- | ------------- | ------- | -------------------------------------------------------------------------- | ------------ |
| 2 februari 2008  | Fredriksskans IP | Mjällby AIF        | 3–2      | Träningsmatch | Webb-TV | P. Ingelsten, V. Elm, R. Östlind                                           | 650          |
| 9 februari 2008  | Borås Arena      | IF Elfsborg        | 2–0      | Träningsmatch | Nej     | V. Elm, P. Ingelsten                                                       | ?            |
| 16 februari 2008 | Fredriksskans IP | Jönköping Södra IF | 5–1      | Träningsmatch | Webb-TV | S. Larsson (2), E. Israelsson, J. Augustsson, P. Ingelsten                 | ?            |
| 21 februari 2008 | La Manga         | Vålerenga IF       | 2–1      | Träningsläger | Webb-TV | C. Santin (2)                                                              | ?            |
| 24 februari 2008 | La Manga         | Tromsø IL          | 1-0      | Träningsläger | Webb-TV | Självmål av Tromsø                                                         | ?            |
| 29 februari 2008 | La Manga         | Brøndby IF         | 2–1      | Träningsläger | TV 2    | C. Santin, P. Ingelsten                                                    | ?            |
| 8 mars 2008      | ?                | Odense BK          | 0–2      | Träningsmatch | Webb-TV | (ingen)                                                                    | ?            |
| 15 mars 2008     | ?                | Halmstads BK       | 0–0      | Träningsmatch | Nej     | (ingen)                                                                    | ?            |
| 11 juni 2008     | Myrvalla         | Myresjö IF         | 7–0      | Träningsmatch | Nej     | C. Santin, M. Lindberg, P. Ingelsten, M. Sacramento (2), Robin Östlind (2) | ?            |
| 18 juni 2008     | Asmundstorps IP  | Gais               | 2–2      | Träningsmatch | Nej     | S. Larsson, A. Dauda                                                       | ?            |
| 23 juni 2008     | Åhus IP          | Trelleborgs FF     | 2–0      | Träningsmatch | Nej     | D. Elm, J. Lantz                                                           | ?            |